# Cost Plus World Market
Cost Plus World Market este denumirea unui lanț de magazine din Statele Unite. Compania care deține acest lanț de magazine este Cost Plus, Inc. Cost Plus World Market sunt magazine specializate în mobilier și obiecte pentru locuințe, în alimente și vinuri importate, și diverse obiecte pentru interior. 

## Istoria companiei
Cost Plus a deschis primul magazin în Fisherman's Wharf în San Francisco în 1958. Având succes cu acest magazin, companie a deschis o serie de alte magazine în San Francisco Bay Area, și ulterior in restul Statelor Unite. în prezent sunt deschise în jur de 300 de magazine în 35 dintre statele americane. 
În 1996 firma a devenit o companie publică, fiind listată pe piața de capital NASDAQ sub simbolul CPWM.  